# San Francisco Sentinel
El San Francisco Sentinel (El centinela de San Francisco) es un periódico en línea dirigido a la comunidad gay, lésbica, bisexual y transgénero (LGBT) del área de la Bahía de San Francisco. Es un periódico semanal que cubre temas de la política local de San Francisco, noticias y acontecimientos sociales y noticias internacionales de interés para la comunidad LGBT, que originalmente fue un periódico semanal impreso.

## Antecedentes
Varios periódicos de San Francisco han llevado el nombre de San Francisco Sentinel. Uno operó en los años 1860, otro se inauguró en 1890 con Robert Charles O'Harra Benjamin como editor y L.B. Stephens como director comercial. Este segundo Sentinel se centró en las noticias y la opinión de los lectores afroamericanos.

## Noticiero homosexual
El moderno San Francisco Sentinel empezó su trayectoria como un periódico semanal dirigido a la comunidad homosexual de San Francisco en 1974. Lo publicaba Charles Lee Morris, un activista proderechos homosexuales y líder político local. Morris fundó el Sentinel como un semanal sufragado por subscripciones y los anuncios. Tenía formato de revista con ilustraciones en la portada en lugar de artículos en columnas. En 1975 Morris contrató ahired Randall H. "Randy" Alfred como editor de noticias. Alfred escribía la columna «Waves from the Left» (Olas de la izquierda), y reaccionó a la aprobación de la primera legislación contra delitos de odio de California escribiendo: «Hace mucho tiempo que podemos ser subestimados. Estamos cansados de gestos liberales mezquinos.» Alfred abandonó su puesto en 1977 para trabajar en el periódico competidor San Francisco Bay Times.
En octubre de 1980 el periódico publicó un editorial escrito por el candidato a la presidencia John B. Anderson. Anderson afirmó en él que si era elegido ordenaría el cese de la discriminación por orientación sexual en el gobierno federal. En la época el Sentinel contaba con una distribución de 17 000 ejemplares, pero la noticia fue recogida por las agencias de prensa Associated Press y United Press International y publicada en varios periódicos por todo Estados Unidos. El editor Morris dijo que fue la primera vez que uno de los principales candidatos a la presidencia escribió en un periódico dirigido a los homosexuales.
Morris se trasladó a Denver en 1984 y murió a causa del sida en 1986 a la edad de 46 años. Entonces el periódico pasó a manos de varios propietarios, entre los que destaca el activista proderechos de homosexuales William "Bill" Beardemphl que lo compró en 1981. Por aquella época Beardemphl vivía en Geyserville con su pareja John DeLeon. Beardemphl antes había escrito la columna «Desde la izquierda» para el Bay Area Reporter, un periódico de la comunidad homosexual fundado en 1971 por Bob Ross. El redactor jefe Gary Schwiekhart escribió que Beardemphl y Ross eran hábiles cocineros y que se despreciaban profundamente tanto periodística como culinariamente, y usaban sus periódicos para lanzarse crueles ataques personales. Beardemphl contrató a Jack Nichols como  editor de noticias, y en trajo de vuelta Alfred en 1982, esta vez como redactor jefe. Beardemphl rehusó usar a palabra gay, prefiriendo el término homosexual, y pensó inicialmente que las noticias sobre la inmunodeficiencia asociada a la homosexualidad era un complot del gobierno para terminar con la diversión en la comunidad gay. Beardemphl escribió un editorial del día de las bromas de abril satirizando la nueva enfermedad 1982: «Cáncer gay causado por el brunch». El historiador Rodger Streitmatter en su obra Unspeakable: The Rise of the Gay and Lesbian Press In America (Inenarrable: el surgimiento de la prensa gay y lésbica en Estados Unidos), escribió que este desafortunado titular es un indicativo de la incapacidad de la prensa del área de San Francisco para alertar sobre la epidemia incluso cuando el Centros para el Control y Prevención de Enfermedades ya la había identificado. Beardemphl murió de cáncer de próstata en 2002.
En septiembre de 1995 su nuevo propietario, Ray Chalker, cerró el periódico tras intentar sacarlo a flote durante un año.

### Noticias en línea
En mayo de 1999 Pat Murphy refundó el San Francisco Sentinel en formato en línea, también dedicado al servicio de la comunidad homosexual. La anterior web de Murphy se llamaba District 6 Sentinel (el centinela del distrito 6) y estaba catalogado como una sociedad política de San Francisco. En su juventud Murphy había trabajado como periodista en prácticas en el Richmond Independent, el Berkeley Daily Gazette y el San Francisco Chronicle antes de dedicarse a los editoriales y la publicidad.
Se ha dicho de Murphy que acepta dinero a cambio de dar una cobertura positiva en el Sentinel. En 2005 el supervisor Chris Daly escribió en su blog oficial que Murphy le había ofrecido revisar los artículos sobre él a cambio de 1500 $, pero que lo había rechazado. Murphy respondió que ni el él ni su colaborador y fotógrafo, Luke Thomas, aceptaban pagos por coberturas positivas. Dijo que el Sentinel se financiaba con la publicidad y de la venta de fotografías. En septiembre de 2006 el Sentinel dejó de emitirse brevemente en el periodo durante el cual Thomas dejó el periódico tras 17 meses como copropietario y redactor jefe, diciendo que no deseaba seguir la intención de Murphy de convertir al Sentinel en una publicación de promoción de negocios. Thomas se trasladó al Fog City Journal. Amazon Watch escribió en 2008 que al parecer el gigante del petróleo Chevron había pagado a Murphy para escribir positivamente sobre Chevron y negativamente sobre sus competidores en Ecuador y Nigeria. Amazon Watch describió como se habían manipulado en el ranking los mensajes relacionados con Chevron en el San Francisco Sentinel para que tuvieran mayor prominencia.
En marzo de 2009 estando convaleciente de enfisema y cirrosis Murphy nombró editor a Sean Martinfield. siguiendo Murphy con la propiedad.
En marzo de 2011 el departamento de policía de San Francisco Police revocó los pases de prensa de varios servicios de prensa independientes incluido el Sentinel. El periodista Josh Wolf escribió que la política del departamento indicaba que los pases eran para los reporteros que «regularmente cubrían incendios y las noticias de última hora de la policía». El fotógrafo del Sentinel Bill Wilson expresó su consternación por haber perdido su pase.